# Сребренка Голич
Сребренка Голич (на сръбски: Сребренка Голић) е босненски политик от Съюз на независимите социалдемократи, министър на строителството и околната среда на Република Сръбска, която встъпа в длъжност на 29 декември 2010 г. По произход е бошняшка. В периода 15 ноември – 18 декември 2018 г. изпълнява длъжността министър-председател на Република Сръбска, а през 2014 – 2018 г. изпълнява длъжността на заместник министър председател.

## Биография
Сребренка Голич е родена е на 29 юли 1958 г. в град Баня Лука, където завършва основно училище, гимназия в родния си град, а след това Юридическия факултет на Университета в Баня Лука. Работила е като адвокат в събранието на община Челинац, след това във фирмите „Шипад“ и „Крайнапромет“.